# Palmarès del West Ham United Football Club
Il West Ham United Football Club, meglio noto come West Ham United, o più semplicemente come West Ham, è una società calcistica inglese con sede nel distretto londinese di Newham, più precisamente nel quartiere di Stratford.
Mai vincitore del campionato inglese, il West Ham fu un serio contendente al titolo una sola volta, nella stagione 1985-1986. Ha trascorso gran parte della propria storia in massima serie (First Division e successivamente Premier League). Tra le vittorie più significative vanta le 3 in FA Cup (nel 1963-1964, nel 1974-1975 e 1979-1980) e una in Coppa delle Coppe (nel 1964-1965, più una finale persa, nel 1975-1976). Il West Ham è, insieme a Real Saragozza, Parma, Atalanta e Villarreal una delle cinque squadre europee ad avere vinto una competizione ufficiale dell'UEFA senza mai essersi aggiudicato il titolo di campione nazionale.

## Competizioni nazionali
- Coppa d'Inghilterra: 3

1963-1964, 1974-1975, 1979-1980
- Community Shield: 1

1964
- Campionato inglese di seconda divisione: 2

1957-1958, 1980-1981
- Football League War Cup: 1

1939-1940

## Competizioni regionali
- London League: 2

1901-1902, 1908-1909
- London League Division One: 2

1897-1898, 1901-1902

## Competizioni internazionali
- Coppa delle Coppe: 1

1964-1965
- Coppa Intertoto UEFA: 1  (record inglese condiviso con Aston Villa, Fulham e Newcastle)

1999
- UEFA Conference League: 1  (record condiviso con la Roma e l'Olympiacos)

2022-2023

## Competizioni giovanili
- FA Youth Cup: 4

1962-1963, 1980-1981, 1998-1999, 2022-2023
- Milk Cup: 2

1996 (Under-14), 1997 (Under-14), 2023 (Under-16)
- Next Gen Cup: 1

2022

## Competizioni amichevoli
- Trofeo Ciutat de Barcelona: 1

2013

## Altri trofei
- Western Football League: 1

1907
- London Combination: 1

1917
- Southern Floodit Cup: 1

1956
- Essex Professional Cup: 3

1951, 1955, 1959
- London League: 3

1897-1898, 1901-1902, 1908-1909

## Altri piazzamenti
- Campionato inglese:

Terzo posto: 1985-1986
- Coppa d'Inghilterra:

Finalista: 1922-1923, 2005-2006
Semifinalista: 1932-1933, 1990-1991
- Coppa di Lega inglese:

Finalista: 1965-1966, 1980-1981
Semifinalista: 1963-1964, 1966-1967, 1971-1972, 1988-1989, 1989-1990, 2010-2011, 2013-2014
- Community Shield:

Finalista: 1975, 1980
- Campionato inglese di seconda divisione:

Secondo posto: 1922-1923, 1990-1991, 1992-1993
Terzo posto: 1934-1935
Vittoria play-off: 2004-2005
Finalista play-off: 2011-2012
- Coppa delle Coppe:

Finalista: 1975-1976
- UEFA Europa League:

Semifinalista: 2021-2022
- Coppa di Lega Italo-Inglese:

Finalista: 1975
- UEFA Fair Play ranking: 1

2014-2015